# Parafia św. Teodora w Wojciechowie
Parafia Świętego Teodora w Wojciechowie – parafia rzymskokatolicka w Wojciechowie, należąca do archidiecezji lubelskiej i Dekanatu Bełżyce. Została erygowana w 1328. Mieści się pod numerem 113. Jest prowadzona przez księży archidiecezjalnych.

## Zasięg parafii
Do parafii należą wierni z następujących miejscowości: Cyganówka, Czajki, Ignaców, Maszki k. Wojciechowa, Maszki, Nowy Gaj, Palikije Drugie, Romanówka, Stasin, Stary Gaj, Tomaszówka, Wojciechów-Kolonia, Wojciechów.